# Justin Bradley
Justin Bradley (Montréal, 8 settembre 1985) è un attore canadese.

## Filmografia

### Cinema
- Little Men, regia di Rodney Gibbons (1998)
- Who Gets the House?, regia di Timothy J. Nelson (1999)
- Waking the Dead, regia di Keith Gordon (2000)
- Believe, regia di Robert Tinnell (2000)
- One Eyed King - La tana del diavolo (One Eyed King), regia di Bobby Moresco (2001)
- L'asso del go kart (Kart Racer), regia di Stuart Gillard (2003)
- Redeemable in Merchandise, regia di David Finch (2003)
- Eternal, regia di Wilhelm Liebenberg e Federico Sanchez (2004)
- The Trotsky, regia di Jacob Tierney (2009)
- Beastly, regia di Daniel Barnz (2011)
- Warm Bodies, regia di Jonathan Levine (2013)

### Televisione
- Uno sporco ricatto (Captive), regia di Matt Dorff (1998)
- Sherlock Holmes - Il segno dei quattro (The Sign of Four), regia di Rodney Gibbons (2001)
- Dead at 17, regia di Douglas Jackson (2008)
- Se mi guardi mi sciolgo (Picture This), regia di Stephen Herek (2008)
- Dead like me - Il film (Dead Like Me: Life After Death), regia di Stephen Herek (2009)

### Serie TV
- Hai paura del buio? (Are You Afraid of the Dark?) – serie TV, episodi 6x6 (1999)
- Lassie – serie TV, episodi 1x19 (1999)
- Galidor: Defenders of the Outer Dimension – serie TV, episodi 2x2 (2002)
- Mental Block – serie TV, 26 episodi (2003-2004)
- Naturally, Sadie – serie TV, 63 episodi (2005-2007)
- The Beautiful Life: TBL – serie TV, episodi 1x1 (2009)
- Being Human – serie TV, episodi 3x4 (2013)